# استانیسلاو استرووی
استانیسلاو استرووی (انگلیسی: Estanislao Struway؛ زادهٔ ۲۵ ژوئن ۱۹۶۸) یک بازیکن فوتبال اهل پاراگوئه است.
وی همچنین در تیم ملی فوتبال پاراگوئه بازی کرده‌است.